# Радио Награ
«Радио Награ» — второй студийный альбом российской группы «Иван Купала», выпущенный 27 ноября 2002 года звукозаписывающей компанией «Союз». Название альбома связано с маркой швейцарских портативных катушечных магнитофонов «Nagra», с помощью которых было сделано большинство использованных в альбоме фольклорных записей.
За первый год продажи альбома составили более чем 100 000 лицензионных копий.

## Об альбоме
Альбом «Радио Награ» был одобрительно встречен критикой. В статье журнала «Блин», посвящённой альбому, было отмечено, что «Радио Награ» сделан профессиональнее, чем дебютный альбом коллектива, «Кострома». Положительно оценил альбом интернет-сайт Звуки.Ру, сравнив его с работами таких групп, как Enigma и The Chemical Brothers.
Одним из хитов альбома «Радио Награ» стала песня «Ящер» (её звучание многие критики и слушатели сравнивают с композицией «Clint Eastwood» группы Gorillaz) — в 2002 году режиссёр Олег Степченко снял видеоклип на эту композицию — съёмки проводились в Кении в племени масаев. В марте 2003 года режиссёр Виталий Мухаметзянов снял клип на песню «Пчёлы 2». В октябре 2004 года режиссёр Слава Леонтьев снимает музыкальное видео на песню «Росы». Видео не получает одобрения участников группы, но, тем не менее, попадает в интернет в черновом варианте. Музыканты группы «Иван Купала» считают этот видеоклип «неофициальным».
В ноябре 2002 года песня «В роще» победила в одной из номинаций музыкальной премии «Шансон года». Трек «Гео» в апреле 2006 года вышел на сборнике лейбла Wrasse Records «Sounds of the world», а в июне — на сборнике лейбла EMI Records «It’s a world’s world». В октябре 2007 года песня «Росы» стала лейтмотивом фильма «Moscow chill» (в российском прокате — «Мороз по коже») режиссёра Криса Солимина и продюсера Андрея Кончаловского.

## Фольклорные записи
Основой музыкальных композиций группы «Иван-Купала», представленных в том числе и в альбоме «Радио Награ», являются записи народной музыки, прежде всего архивные, собранные во второй половине XX века. Тексты песен, исполняемые на тех или иных диалектах, представлены в виде переработанных и адаптированных вариантов. В процессе создания альбома «Радио Награ» были использованы фрагменты записей большого числа фольклорных ансамблей и солистов:
- Фольклорный ансамбль села Апалихи, Саратовская область;
- Фольклорный ансамбль села Завгороднее, Харьковская область, Украина;
- Фольклорный ансамбль села Линово, Сумская область, Украина;
- Фольклорный ансамбль деревни Ляховки, Витебская область, Белоруссия;
- Фольклорный ансамбль села Мало-Быково, Белгородская область;
- Фольклорный ансамбль села Усть-Цильмы, Республика Коми;
- Фольклорный ансамбль села Шарапово, Смоленская область;
- Фольклорный ансамбль села Яново, Гомельская область, Белоруссия;
- Татьяна Басова — село Плёхово, Курская область;
- Акулина Горбачёва — деревня Гончарово, Витебская область, Белоруссия;
- Лидия Грыбушкина — деревня Альхабик, Витебская область, Белоруссия;
- Мария Динаидова — деревня Мелихово, Витебская область, Белоруссия;
- Мария Захова — село Пиринемь, Архангельская область;
- Екатерина Лютакова — посёлок Стодолище, Смоленская область;
- Матрона Шайцова — деревня Пушки, Витебская область, Белоруссия.

## Список композиций
Слова и музыка всех песен — народные / «Иван Купала».
| №   | Название     | Длительность |
| --- | ------------ | ------------ |
| 1.  | «Пчёлы»      | 1:54         |
| 2.  | «Велик день» | 4:04         |
| 3.  | «В роще»     | 4:02         |
| 4.  | «Росы»       | 5:05         |
| 5.  | «Ящер»       | 3:55         |
| 6.  | «Пчёлы 2»    | 4:02         |
| 7.  | «Дятел»      | 3:38         |
| 8.  | «Гео»        | 4:23         |
| 9.  | «Nãna»       | 5:17         |
| 10. | «Перепёлка»  | 3:49         |

## Участники записи
- «Иван Купала» — запись, микширование, мастеринг;
- Виктор Дербенёв — дизайн обложки;
- Рустам Вагапов — фотографии.

## Примечание
1. 1 2 3  Иван Купала. Радио Награ. Discogs.com. Дата обращения: 29 марта 2014. Архивировано 17 марта 2016 года. (Дата обращения: 29 марта 2013)
2. 1 2  Ильвес, Константин. Радио Награ - Иван Купала. Блин (15 января 2003). Дата обращения: 8 марта 2009. Архивировано из оригинала 28 ноября 2007 года.
3. 1 2  Бебенин Д. Радио Награ Архивная копия от 13 февраля 2009 на Wayback Machine // zvuki.ru, 28.08.2008